# Monacha ovularis
Monacha ovularis is een slakkensoort uit de familie van de Hygromiidae. De wetenschappelijke naam van de soort is voor het eerst geldig gepubliceerd in 1855 door Bourguignat.